# Kearney (Ontario)
Kearney – miejscowość (ang. town) w Kanadzie, w prowincji Ontario, w dystrykcie Parry Sound.
Powierzchnia Kearney to 529,48 km².
Według danych spisu powszechnego z roku 2001 Kearney liczy 773 mieszkańców (1,46 os./km²).